# Apollo 440

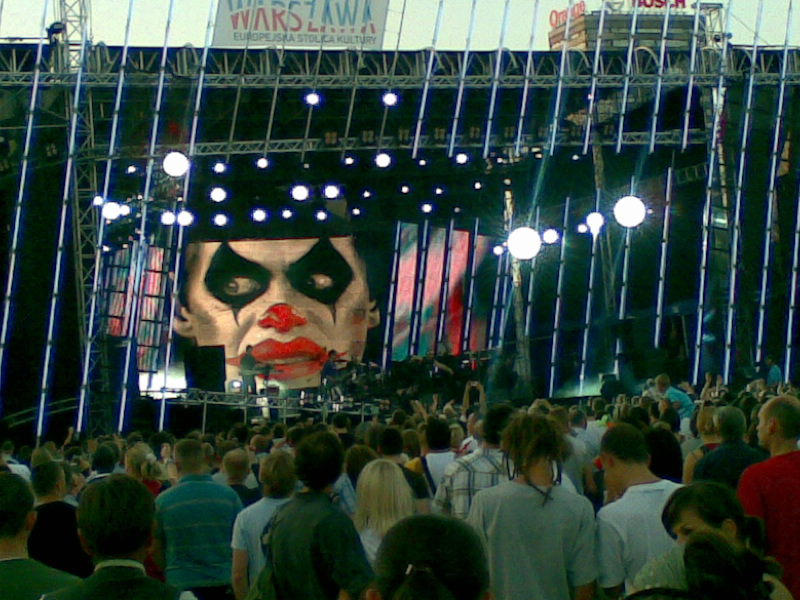
Stage, Orange Warsaw Festival 2008

Apollo 440 (znany także jako Apollo Four Forty oraz @440) – brytyjski zespół muzyczny, który powstał w 1990 roku w Liverpoolu. Założycielami są Howard Gray, jego brat Trevor Gray, James Gardner oraz Noko. James Gardner opuścił zespół po nagraniu pierwszego albumu. Nazwa zespołu pochodzi od mitycznego boga Apollo oraz częstotliwości nuty A – 440 Hz. Dzięki łączeniu tanecznych rytmów, muzyki ambient oraz rockowego brzmienia gitar trudno jest zaszufladkować graną przez zespół muzykę.
Debiutancki album grupy, Millennium Fever, ukazał się w 1994 roku. Zespół znany był tylko z remiksów do momentu wydania autorskiego singla Liquid Cool. Jednak prawdziwą sławę przyniosły mu utwory Krupa i Ain’t Talkin’ ’bout Dub. Siedzibą ich własnego studia zostało Camden Town. Później zespół przeniósł się do studia w Islington, również w Londynie.
W 2007 roku zespół zagrał pierwszy od dłuższego czasu koncert, będący hołdem dla zmarłego Billy’ego MacKenziego, jednego z wokalistów, z którymi zespół nagrywał. Po koncercie zrodziły się plany nowego albumu, który został oficjalnie zapowiedziany w 2010 roku. Krążek The Future's What It Used To Be został wydany 23 marca 2012 roku.

## Dyskografia

### Albumy
- Millennium Fever (1995)
- Electro Glide in Blue (1997) – złota płyta w Polsce[1]
- Gettin' High on Your Own Supply (1999)
- Dude Descending a Staircase (2003)
- The Future's What It Used To Be (2012)

### Single
- Lolita (1991)
- Destiny (1991)
- Blackout (1992)
- Rumble E.P. (1993)
- Astral America (1994)
- Make My Dreams Come True (1994)
- Liquid Cool (1994)
- (Don't Fear) The Reaper (1995)
- Krupa (1996)
- Ain’t Talkin’ ’bout Dub (1997)
- Raw Power (1997)
- Carrera Rapida (1997)
- Rendez-Vous 98 (z Jeanem Michelem Jarre’em; 1998)
- Lost in Space (1998)
- Stop The Rock (1999)
- Heart Go Boom (1999)
- Promo only: Cold Rock The Mic / Crazee Horse (2000)
- Charlie’s Angels 2000 (2000)
- Say What? (wspólnie z 28 Days; 2001)
- Dude Descending A Staircase (feat. The Beatnuts; 2003)
- A Deeper Dub EP (2011)